# Dụng cụ vén váy

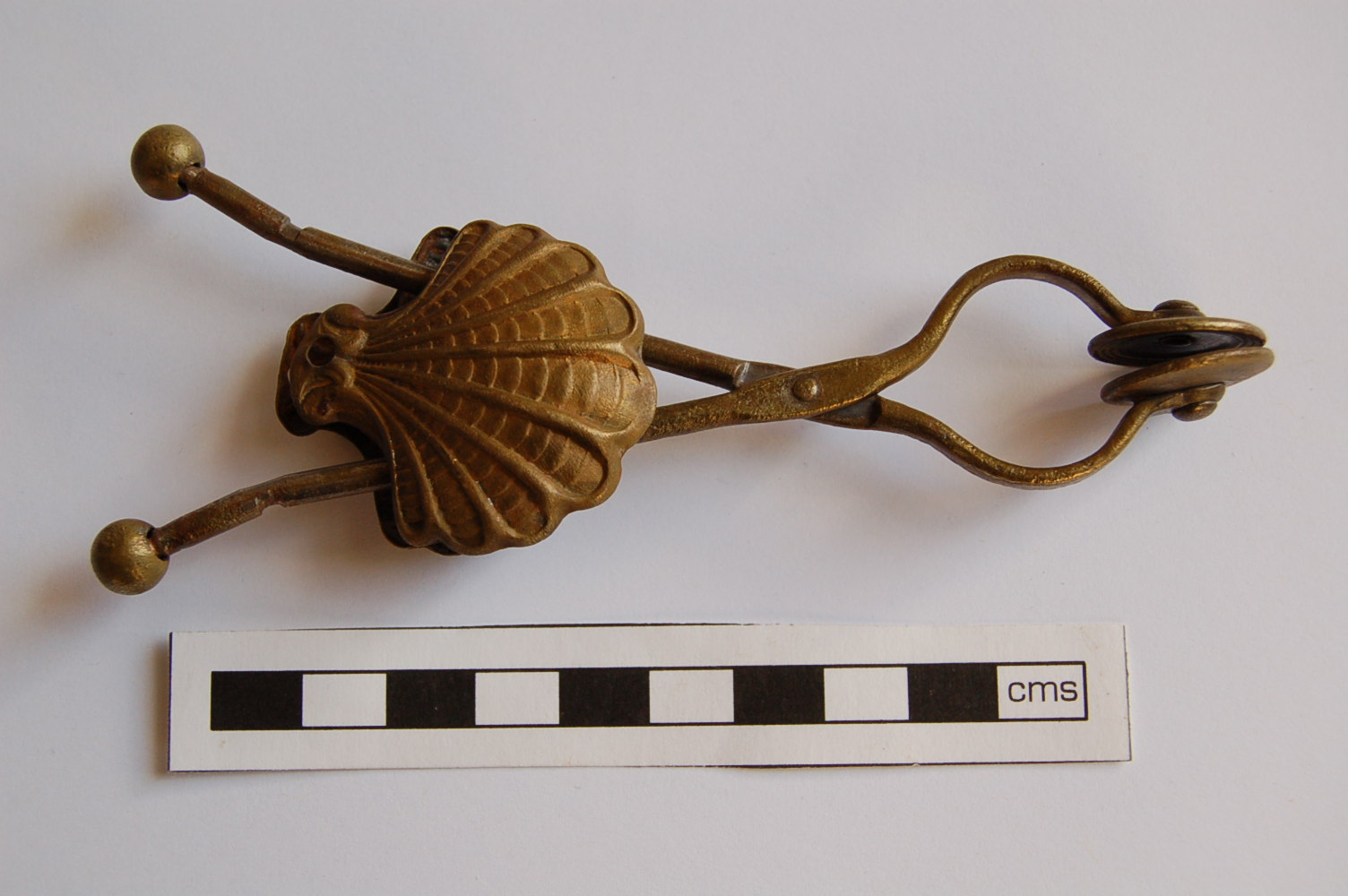
Dụng cụ vén váy của Anh Quốc, năm 1870

Dụng cụ vén váy, (tiếng anh có nhiều từ để mô tả dụng cụ này: skirt lifter, dress lifter, skirt grip, dress suspender, hem-holder, page hoặc porte-jupe) là một dụng cụ vén một chiếc váy dài để tránh làm bẩn hoặc tạo điều kiện thuận lợi cho việc di chuyển. Nó được kẹp vào mép váy và được đính vào thắt lưng bằng dây, ruy băng hoặc xích.
Dụng cụ đầu tiên có niên đại khoảng từ 1846 và chúng rất được thịnh hành vào những thập niên 1860-1880.
Nhà thiết kế trang phục Penny Rose đã lựa chọn một chiếc kẹp vén váy làm quyên góp tượng trưng cho bảo tàng kỳ ảo trong một tập phim vào tháng 8 năm 2017 của đài BBC Radio 4, The Museum of Curiosity.